# Charlie Goode
Charles James Goode (sinh ngày 3 tháng 8 năm 1995) là một cầu thủ bóng đá người Anh thi đấu cho câu lạc bộ Ngoại hạng Anh Brentford.

## Sự nghiệp
Goode bắt đầu sự nghiệp với Fulham nhưng bị giải phóng lúc 15 tuổi. Sau đó hậu vệ này dành thời gian cho Hadley, Harefield United,  AFC Hayes và Hendon trước khi gia nhập đội bóng ở League One Scunthorpe United vào tháng 6 năm 2015. Goode có màn ra mắt chuyên nghiệp ngày 8 tháng 8 năm 2015, ghi bàn trong thất bại 2–1 trước Burton Albion.